# Стів Вай
Стів Сіро Вай (англ. Steve Siro Vai); 6 червня 1960) — американський гітарист-віртуоз, музикант, композитор і вокаліст.

## Біографія

### Дитинство та музичний розвиток
Стівен Сіро Вай народився 6 червня 1960 року на острові Лонг Айленд поблизу Нью-Йорка. Завдяки батькам, котрі слухали Джимі Гендрікса, Led Zeppelin і подібні колективи, малий Стівен мав неабиякий хист до музики.
Захоплення музикою Ваєм стало приводом для створення сімейного гурту, куди окрім Вая входила також його старша сестра Ліліан.
Наступним Стівовим гуртом став шкільний ансамбль «The Ohio Express», де Стів грав на клавішних. Але одного разу він побачив справжню чітку, блюзову гітару і відразу ж в неї закохався. Вже наступного ранку він, із твердим наміром присвятити своє життя гітарі, пішов до свого друга і придбав, за гроші добуті продажем морозива, в нього собі стареньку гітару. Цей крок є одним із найвизначніших в біографії Стіва.
Першим вчителем Стіва став не менш видатний гітарист Джо Сатріані, котрий був усього на чотири роки старший за Стіва. Під впливом Джо, Стів одразу ж збагнув, що копіювання гри улюблених музикантів ні до чого доброго не призведе. Відтоді Стів став на шлях створення свого власного стилю.
Закінчивши школу, Стів перестає займатись грою на гітарі з Джо та йде до славетного музичного коледжу Берклі, де продовжує своє вивчення музики і починає грати в гурті «Morning Thunder». Під час навчання Стів розбирає музичні твори свої улюблених виконавців, серед яких був Френк Заппа. Записавши власне аранжування, Вай вирішає відправити його самому Френку, і недаремно.

### Кар'єра
Шокований майстерністю Стіва, Френк запрошує його до свого гурту. Так розпочався кар'єрний зріст Стіва як музиканта. Разом із Заппою Вай проводить чотири роки (1980—1984), про ті часи Стів згадує, як про часи абсолютної музичної свободи, а знайомство із прославленим музикантом вважає одним із найщасливіших збігів у своєму житті.
У 1984 році Стів покидає Заппу, щоб розпочати власну музичну кар'єру. Він записує два альбоми «Flex-Able» та «Flex-Able Leftovers», першому з котрих Стів зобов'язаний Френку Заппі, котрий люб'язно надав необхідне музичне обладнання. І вже наступного року Вай гастролює з гуртом Alcatrazz та записує один лонгплей, після чого на прохання свого друга бас-гітариста Біллі Шихана Вай приєднується до Девіда Лі Рота.
Спільна праця із Девідом Лі Ротом (разом вони записали 2 альбоми) зробила Вая знаменитим. Після виходу «Eat'em & Smile» фото Вая почали з'являтися на обкладинках відомих журналів, між тим Стіва запрошують до зйомок фільму «Перехрестя» («Crossroads», реж. Волтер Хілл, 1986 р.), де він грає епізодичну роль музиканта, що віддав душу дияволу, щоб краще за всіх грати на гітарі.
Також відзначилась участь Стіва в одному з найкращих хардрокових гуртів — Whitesnake.

## Дискографія
- Flex-Able 1984
- Flex-Able Leftovers 1984
- Passion And Warfare 1990
- Sex & Religion 1993
- Alien Love Secrets 1995
- Fire Garden 1996
- The Ultra Zone 1999
- The 7th Song: Enchanting Guitar Melodies — Archive Vol.1 2000
- Alive In An Ultra World 2001
- Elusive Light and Sound, Vol. 1 (Collection) 2002
- Mystery Tracks — Archives Vol.3 2003
- Various Artists — Archives Vol.4 2003
- The Infinite Steve Vai: An Anthology (Collection) 2004
- Real Illusions: Reflections 2005
- Sound Theories, Vol.I&II 2007

## Фільмографія
- Перехрестя (1986) — художній фільм